# Manos sucias
La espera és una pel·lícula dramàtica, coproducció hispanoitaliana, estrenada el 1957 i dirigida per José Antonio de la Loma, autor també del guió.

## Sinopsi
El camioner Miguel vol prosperar i comprar una estació de servei per on passa sempre. Per tal d'aconseguir els diners llença un camió d'una empresa rival per un barranc, provocant la mort del conductor i deixa ferit el seu company. Però la cambrera del restaurant on es reuneixen els camioners coneix el seu delicte i li proposa matrimoni a canvi del seu silenci.

## Premis
Medalles del Cercle d'Escriptors Cinematogràfics
| Any  | Categoria   | Pel·lícula              | Resultat   |
| ---- | ----------- | ----------------------- | ---------- |
| 1957 | Millor guió | José Antonio de la Loma | Guanyadora |